# Jack (Pavian)

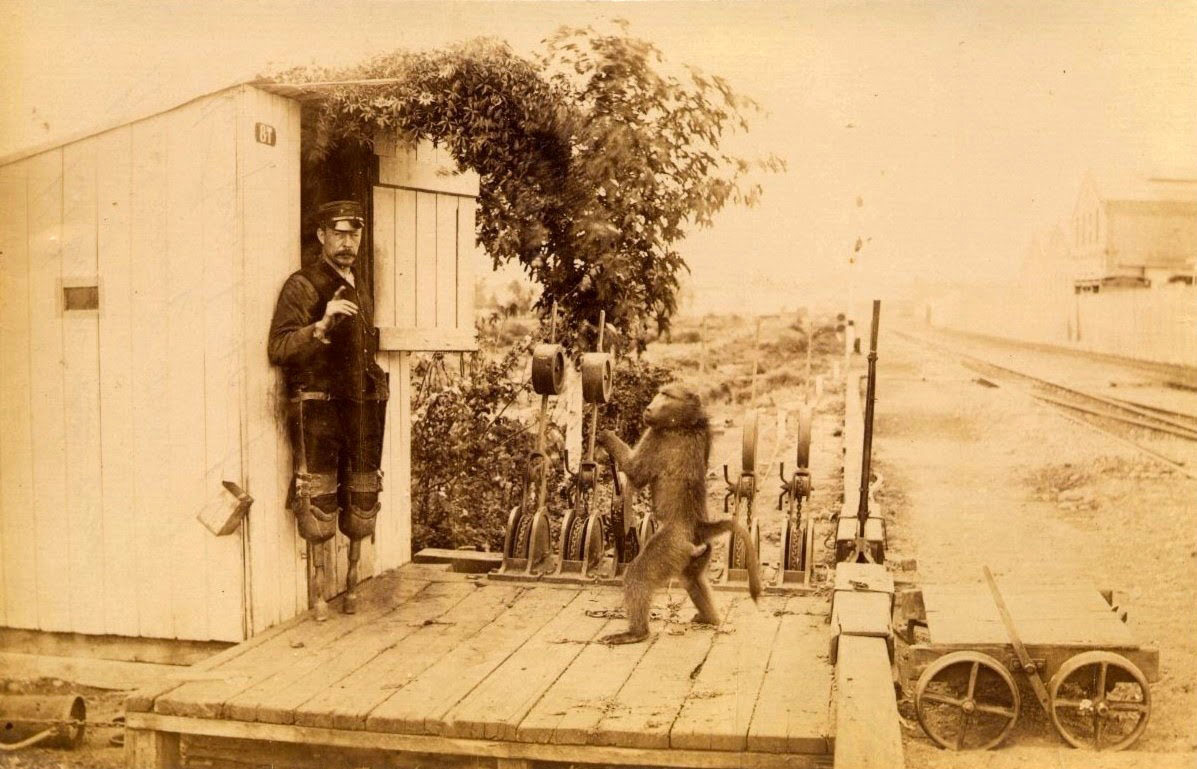
Jack, der Assistenzpavian

Jack (* unbekannt; † 1890) war ein Bärenpavian, der als tierischer Assistent eines behinderten Streckenwärters in Südafrika bekannt wurde.

## Geschichte
Jack fungierte als Assistent des körperlich behinderten Streckenwärters James Wide, Spitzname „Jumper“, der seinen Dienst in der zweiten Hälfte des 19. Jahrhunderts in Uitenhage an der Bahnstrecke Kapstadt–Port Elizabeth der Cape Government Railways versah. Wide erlitt 1877 einen Arbeitsunfall, nach dem er beidseitig beinamputiert und damit erheblich gehbehindert wurde, so dass er einen Rollstuhl benutzen musste. Wide traf Jack auf einem Gang von seiner Arbeit nach Hause, das sich einige Kilometer entfernt befand, wobei der Pavian einen Ochsenkarren auf einem Markt bediente. Wide kaufte den Pavian und nutzte ihn als Entlastung bei seiner Arbeit und als Haustier gegen seine Einsamkeit. Die beiden knüpften eine enge Beziehung zueinander, bei der Jack zum Beispiel den Rollstuhl von James schob und bei Gefälle auf diesen mit aufsprang, um sich fahren zu lassen. Zudem arbeitete Jack auch bei anderen Hausarbeiten, putzte das Haus und räumte den Müll weg.
Der Bärenpavian schob den Rollstuhlfahrer Wide nicht nur zur Arbeit, sondern bediente auch neun Jahre lang unter der Aufsicht des Streckenwärters die Signalhebel. Hierzu folgte er den Anweisungen James und achtete auf Pfiffe, die den jeweiligen Hebel bedeuteten, wobei der Pavian die Arbeit Stück für Stück selbst übernahm. Jack wurde nach anfänglicher Skepsis von der Eisenbahngesellschaft angestellt und mit 20 Cent pro Tag und einer halben Flasche Bier pro Woche entlohnt. In seiner neunjährigen Arbeitszeit soll er nie einen Fehler gemacht haben.
Nach neunjähriger Pflichterfüllung starb Jack 1890 an Tuberkulose.
Jacks Schädel ist im Albany Museum in Makhanda zu sehen. Im ehemaligen Bahnhof von Uitenhage sind Fotografien von Jack ausgestellt.